# S&T 코멧250R
코멧250R(Comet 250R)은 KR모터스에서 생산하는 모터사이클이며, 코드명은 GT250R이다.

## 동일계열 모델
- 코멧250(Comet250, GT250)

## 제원
- 엔진 : 249cc 공냉/유냉 DOHC 4밸브 4스트로크 V형 2기통
- 최고출력(kW/rpm) : 19.6kW / 10,000rpm
- 최대토크(Nm/rpm)) : 21.04Nm / 6,750rpm
- 점화방식 : CDI식 배터리 점화
- 연료공급형식 : EFI(전자 제어 인젝션)
- 윤활방식 : 윁섬프
- 변속방식 : 상시 치합식 5단 (클러치 : 습식 다판식)
- 서스펜션(전/후): 도립식 텔레스코픽(압축력, 신장력 조절식)/스윙암, 프로그레시브 링크, 유압식 모노 쇽업소버(초기 하중 조절식)
- 브레이크(전/후): 세미 플로팅 더블 디스크/싱글 디스크
- 전장 : 2095mm
- 전폭 : 720mm/ (N :780mm)
- 전고 : 1125mm/ (N :1120mm)
- 휠베이스(축간거리) : 1,435mm
- 시트고 : 830mm
- 최저 지상고 : 155mm/ (N :175mm)
- 차량중량 : 188kg/ (N : 175kg)
- 승차 정원 : 2명
- 연료 탱크 용량 : 17L

## 같이 보기
- S&T 코멧650R